# Poprad
 Ovo je glavno značenje pojma Poprad. Za druga značenja pogledajte Poprad (razdvojba).
Poprad je grad u Slovačkoj. Nalazi se u sjeveroistočnom dijelu države, u neposrednoj blizini granica s Poljskom. Poprad ima 55.158 stanovnika i površinu 62,99 km2 i središte je svoje regije. Osnovan je u 13. stoljeću kao njemački grad. 

## Stanovništvo
| Godina:     | 1993.  | 2003.   | 2013.   | 2023.   |
| ----------- | ------ | ------- | ------- | ------- |
| Broj ljudi: | 54 505 | 55 680  | 52 654  | 48 741  |
| Razlika:    |        | +2,15 % | -5,43 % | -7,43 % |

| Godina:     | 2022.  | 2023.   |
| ----------- | ------ | ------- |
| Broj ljudi: | 49 091 | 48 741  |
| Razlika:    |        | -0,71 % |

Prema popisu stanovništva iz 2005. godine Poprad je imao 55.158 stanovnika.

### Etnički sastav
Prema popisu stanovništva iz 2001. godine, u gradu je živjelo najviše Slovaka 94,1 %, Roma 2,1 %, Čeha 1%, Mađara 0,2 %, Nijemaca 0,2 %, Rusina 0,1 %, Ukrajinaca 0,1 % i Poljaka 0,1 %.

### Religijska pripadnost
Prema religijskoj pripadnosti najviše je rimokatolika 65,9 %, ateista 16,8 % i luterana 7,3 %.

## Poznate osobe
- Daniela Hantuchová (* 1983.) tenisačica
- Peter Bondra (* 1967.) hokejaš
- Radoslav Suchý (* 1978.) hokejaš
- Miroslav Lajčák (* 1963.) političar
- Andrej Kiska (* 1963.) bivši predsjednik Slovačke

## Vanjske poveznice
- Službena web stranica grada na engleskome jeziku

### Ostali projekti
|  | Zajednički poslužitelj ima još gradiva o temi Poprad |